# Per Petterson
Per Petterson (Oslo, 18 giugno 1952) è uno scrittore norvegese noto soprattutto per il romanzo Ut og stjæle hester - tradotto da Anne Born per la pubblicazione nel Regno Unito con il titolo Out Stealing Horses (e tradotto in italiano per Guanda  col titolo Fuori a rubar cavalli).
Il romanzo è stato scritto nel 2003 e ha vinto diversi premi, tra i quali l'International IMPAC Dublin Literary Award e l'Independent Foreign Fiction Prize nel 2007. È stato inoltre nominato per il più celebre Nordisk råds litteraturpris più volte dal 1996 - quando fu presentato per il romanzo To Siberia (Til Sibir): questo rappresenta la sua ultima vittoria, ottenuta nel 2009 per Jeg forbanner tidens elv (I course the River of Time), romanzo accolto con entusiasmo dalla giuria, della quale faceva parte la connazionale Trude Marstein, anch'ella scrittrice affermata. Gli era già valso l'altrettanto prestigioso Premio Brage, nel 2008. E', inoltre, un bibliofilo appassionato: legge soprattutto il connazionale Premio Nobel Knut Hamsun - la cui influenza su Petterson è stata notata da Thomas McGuane; lo stesso Petterson ha dichiarato di sentirsi vicino a questo autore - e Raymond Carver.

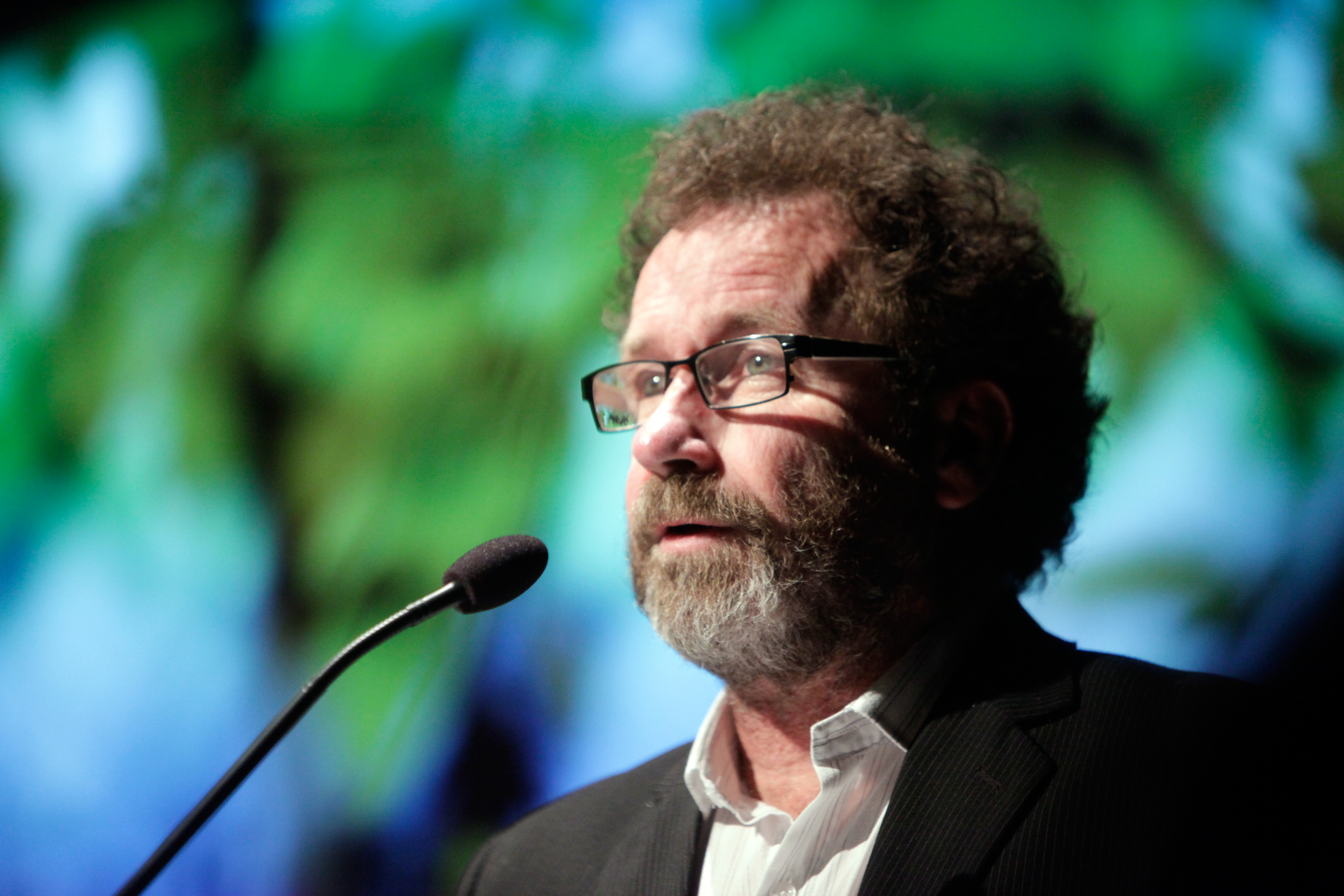
Petterson riceve il Nordisk råds litteraturpris a Stoccolma nel 2009

To Siberia, romanzo ambientato durante la Seconda guerra mondiale, è stato tradotto in lingua inglese nel 1998 e, da quell'anno, Petterson è divenuto uno degli scrittori europei viventi più conosciuti. Le successive pubblicazioni ne hanno incrementato la fama: In the Wake (2002) s'ispira ad una vicenda autobiografica, cioè la morte, nel 1990, del cugino, del fratello e dei genitori nel disastro - 159 persone morirono - del traghetto Scandinavian Star; il già citato Ut og stjæle hester (2003), premiato con il Norwegian Critics Prize for Literature e riconosciuto da molti critici come il miglior romanzo norvegese dell'anno. Tradotto in Inglese con il titolo di Out Stealing Horses, la fama internazionale di Petterson ha avuto un'impennata: oltre ad avergli fruttato diverse migliaia di sterline, è stato anche nominato tra i dieci migliori libri dell'anno in assoluto dal The New York Times - è il secondo della lista - e tradotto in oltre 40 lingue.
Petterson ha dichiarato più volte che la traduzione della Born ha avuto il merito di dargli il successo poiché, di fatto, il libro è stato riscritto: a volte ha dichiarato penso che la versione inglese sia migliore della norvegese.
Di Out Stealing Horses è stata apprezzata soprattutto la ricerca della solitudine. Madeleine Zepter, assegnandogli il Prix Madeleine Zepter, ha lodato lo stile e il "pudore" dell'autore: Cher Per Petterson, avec votre style et votre pudeur, je sais que vous, cette lumière particulière, vous l’avez trouvée. Et je vous en remercie. (Caro Petterson, con il vostro stile e con il vostro pudore, io dico che voi, questa luce particolare, l'avete trovata.). Petterson si è autodefinito un seguace di Sartre e Kierkegaard, essendo molto interessato alle scelte che l'uomo fa nella vita, quindi all'angoscia della possibilità: pertanto, si trova a suo agio con l'etichetta di "scrittore esistenzialista".

## Biografia
Petterson è nato ad Oslo. Per parte di padre, è d'origine svedese; per parte di madre, d'origine danese. Suo padre lavorava in una fabbrica di scarpe: lo ha poi descritto suo padre come un atleta e lo ha paragonato a Tarzan. Petterson, invece, ha iniziato a lavorare come libraio e traduttore, poiché per diversi anni ha dubitato che avrebbe avuto successo come scrittore. Ha lavorato per Tronsmo, una libreria di pensiero radicale: lì ha imparato ad apprezzare James Kelman, Alice Munro e Charles Bukowski. Nel 1987 ha poi esordito come scrittore, con la raccolta di racconti Aske i munnen, sand i skoa (Ash In His Mouth, Sand In His Shoe), grazie al quale ottiene il successo sperato e si avvia a diventare uno dei principali autori norvegesi contemporanei.
Nel 1990 ha perso la sua famiglia nell'incidente della Stella Scandinava, un traghetto che trasportava 159 persone dalla penisola scandinava alla Danimarca. Da questa vicenda ha poi tratto, nel 2002, un libro del quale suo fratello è il protagonista: tra i temi trattati, il rapporto conflittuale con il padre. James Wood, sul New Yorker, ha scritto che lo stile di I course the River of Time potrebbe sorprendere i lettori che di Petterson conoscono solo il best seller Out Stealing Horses, perché lo stile è diverso: è infatti frammentato, per niente lineare.
Tuttavia, Petterson ha dichiarato che non divide la sua vita tra un "prima" e un "dopo" il disastro. Il critico Paul Binding, invece, ritiene che [...] the ferry accident must have enforced the sense of having a lonely race to run (l'incidente del traghetto deve aver rafforzato l'impressione di dover correre da solo questa corsa) poiché It's not the kind of tragedy that one feels could enter one's life (non è il tipo di tragedia che uno si aspetta possa capitargli). Comunque, Petterson ha dichiarato che scrivere I course the River of Time è stato più difficile di Out Stealing Horses.

## Opere
- 1987: Aske i munnen, sand i skoa
- 1989: Ekkoland
- 1992: Det er greit for meg
- 1996: Til Sibir
- 2000: I kjølvannet
- 2003: Ut og stjæle hester (Fuori per rubar cavalli)
- 2004: Månen over Porten
- 2008: Jeg forbanner tidens elv
- 2012: Jeg nekter